# ديفيد مارغوليس (رجل أعمال)
ديفيد مارغوليس (بالإنجليزية: David Margolis)‏ هو شخصية أعمال أمريكي، ولد في 24 يناير 1930، وتوفي في 13 ديسمبر 2008.